# Marina Kutina
Marina Kutina (en serbe cyrillique : Марина Кутина) est un village de Serbie situé dans la municipalité de Gadžin Han, district de Nišava. Au recensement de 2011, il comptait 300 habitants.

## Démographie
| 1948 | 1953 | 1961 | 1971 | 1981 | 1991 | 2002 | 2011 |
| ---- | ---- | ---- | ---- | ---- | ---- | ---- | ---- |
| 821  | 798  | 672  | 588  | 491  | 419  | 347  | 300  |

|  |